# Vogelaanvaring

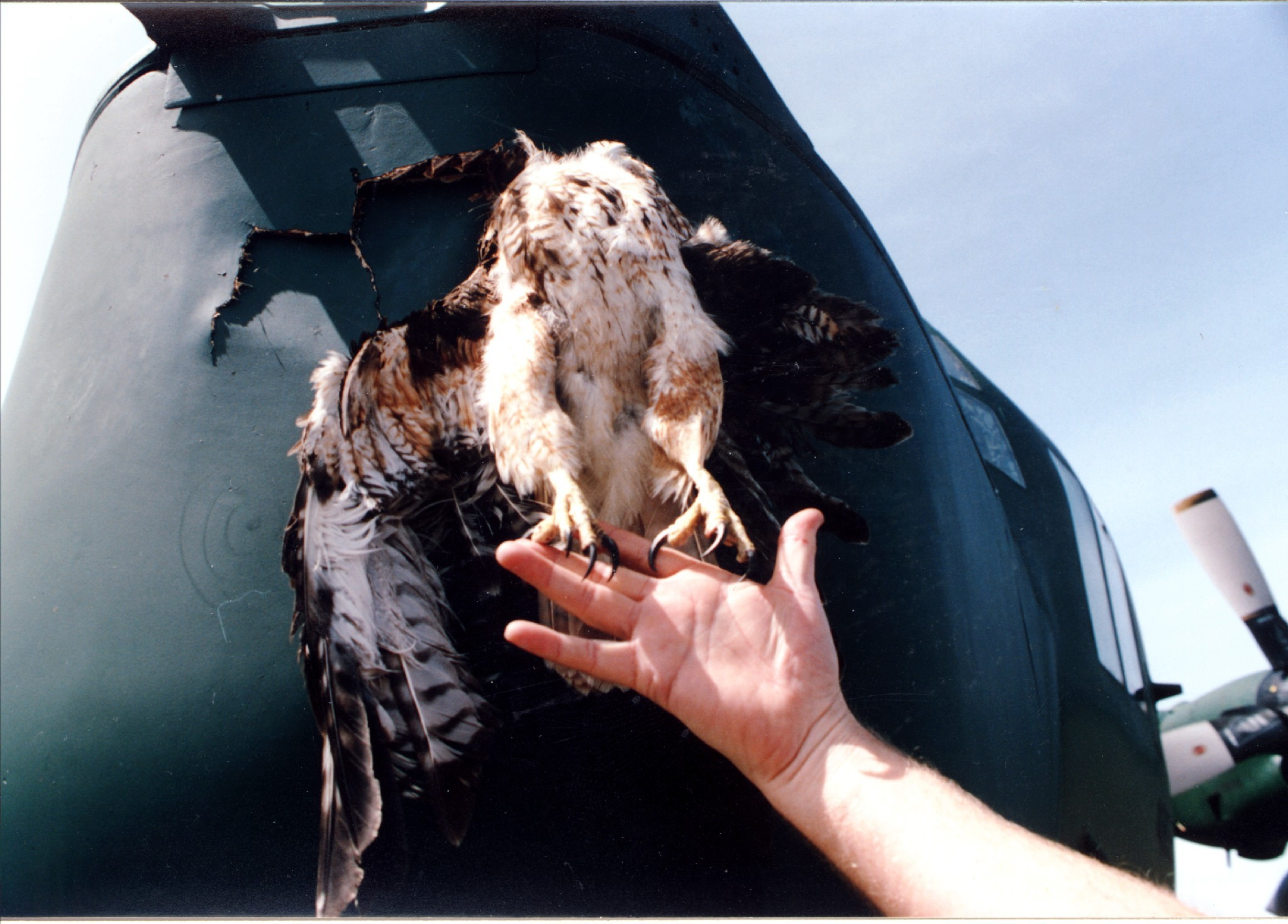
C-130 Hercules geraakt door een havik.

Een vogelaanvaring is een ongeval waarbij een voertuig een vogel raakt. In de meeste gevallen is dit voertuig een vliegtuig, maar ook andere voertuigen zijn mogelijk, vooral wanneer deze zich met hoge snelheid voortbewegen.

## Oorzaken
Vogelaanvaringen gebeuren meestal op lage hoogte, zo gebeuren 79% van alle vogelaanvaringen op een vliegveld en nog eens 11% in de buurt daarvan. Van grote invloed hierbij is de vegetatie rond het vliegveld, dit is namelijk de reden dat de vogels hier verblijven. Normaliter zal een vogel een aanvaring proberen te vermijden, maar bij de hoge snelheden van vliegtuigen is dit soms niet mogelijk. Statistisch gezien gebeuren de meeste vogelaanvaringen in Europa (42%) en Noord-Amerika (32%) en zijn de motoren (33%), cockpitschermen (29%) en vleugels (10%) de onderdelen die het vaakst geraakt worden. Volgens een onderzoek uit 1976 gebeuren de meeste aanvaringen met meeuwen hoewel dit per land sterk kan verschillen, in India gebeurden tijdens de onderzoeksperiode bijvoorbeeld 86% van de ongelukken met havikachtigen. Ook is de kans op aanvaringen in kustgebieden groter dan in het binnenland.

## Gevolgen

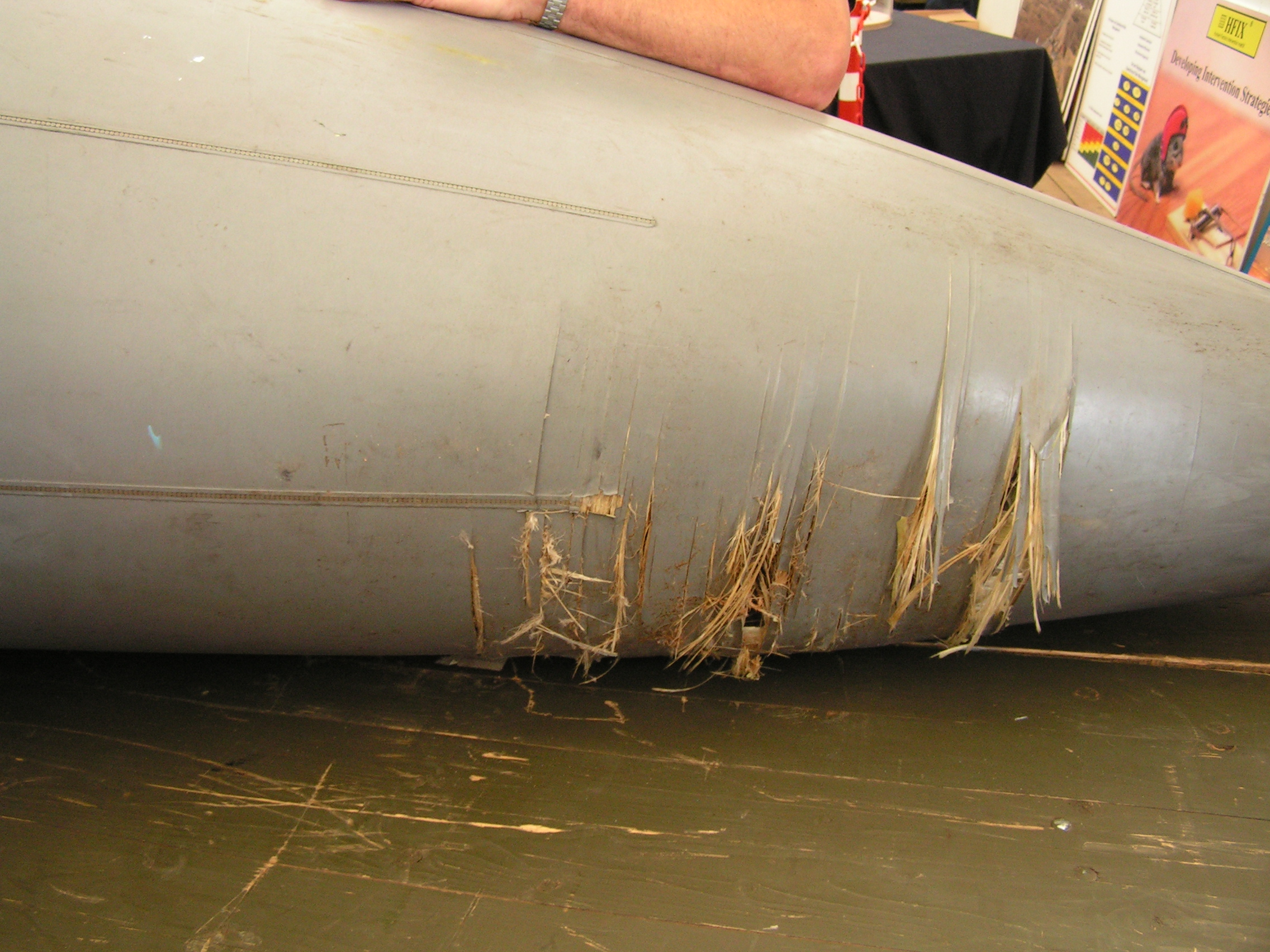
De schade na een aanvaring tussen een F-16 en een grauwe gans lijkt mee te vallen omdat het materiaal waar de neus van het toestel van gemaakt is terugveert.

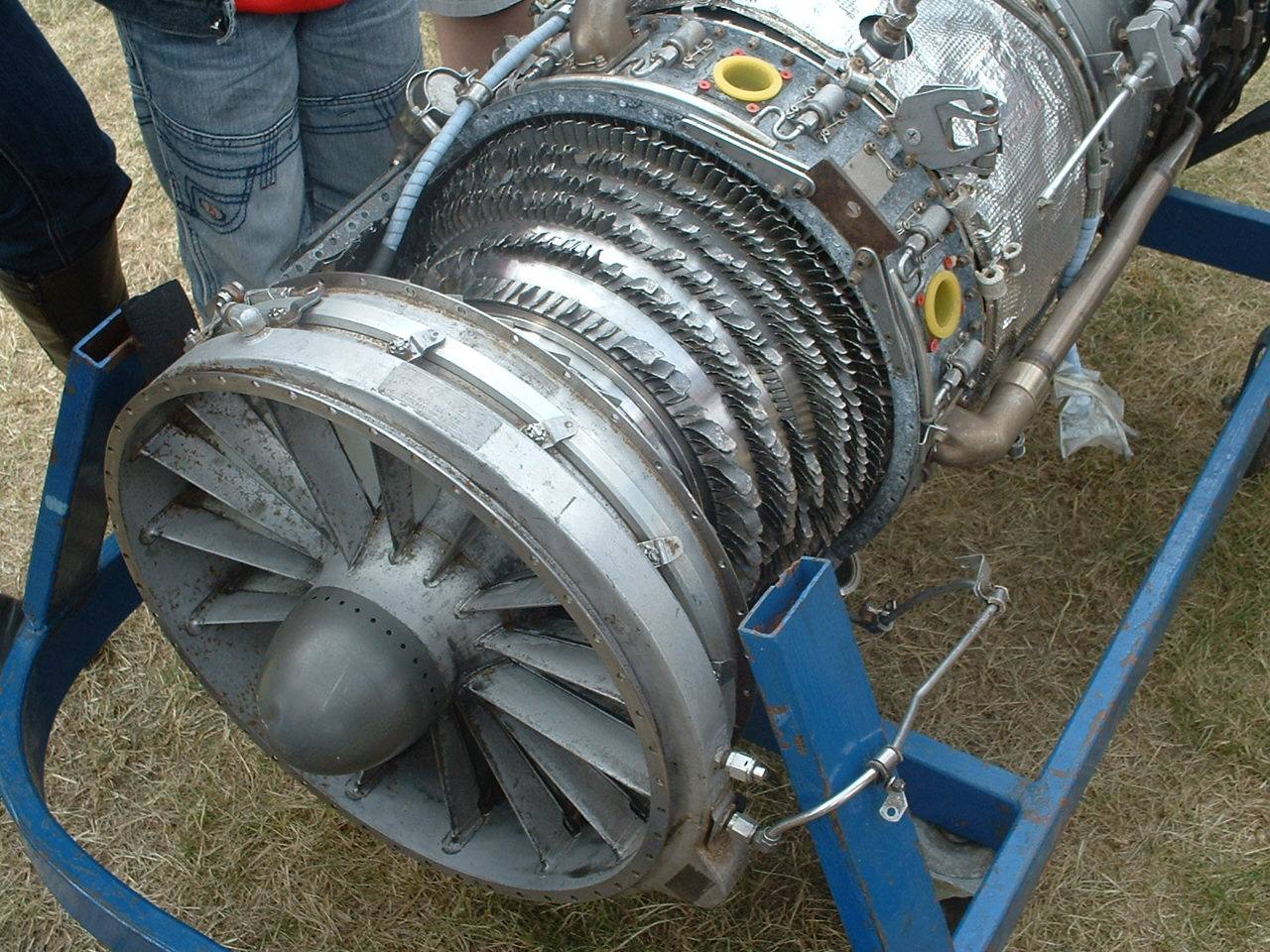
Straalmotor na een aanvaring met een vogel

Hoewel het gewicht van een vogel bijna insignificant is tegenover dat van een vliegtuig, veroorzaken vogelaanvaringen toch veel schade. De hiernaast afgebeelde neus van een F-16 werd bijvoorbeeld geraakt door een grauwe gans. Tijdens deze aanvaring raakte de radar van het toestel beschadigd.
In de commerciële luchtvaart zijn de gevolgen vaak nog groter. Zo mat het ICAO tussen 1995 en 2004 95.000 aanvaringen met in totaal 130 doden. Ook wanneer een ongeluk goed afloopt kunnen de materiële gevolgen groot zijn. Zo kostte de reparatie van een Concorde na een vogelaanvaring in 1995 $ 9 miljoen en moest in augustus 2000 een Boeing 747 83.000 kg brandstof dumpen alvorens terug te keren naar het vliegveld.

## Maatregelen
Door met radar niet alleen de vliegtuigen te volgen, maar ook de vogels, kan geanalyseerd worden hoe groot de kans is op een aanvaring. In Nederland wordt op basis van deze gegevens bepaald of er op een dag al dan niet gevlogen wordt. TNO heeft daartoe een systeem ontwikkeld genaamd ROBIN, dat de bestaande radargegevens geschikt maakt voor het bepalen van de aanwezigheid van vogels.
Nederland en Israël zijn de landen met expertise op het gebied van dit soort kennissystemen. In de Verenigde Staten, toch het land met de meeste militaire vliegtuigen, wordt de schade voortkomend uit een aanvaring met vogels als een ingecalculeerd risico gezien.
Ook worden op veel vliegvelden maatregelen getroffen om vogelaanvaringen te voorkomen. Er wordt bijvoorbeeld aandacht besteed aan de omgeving van het vliegveld door plantensoorten te gebruiken waar vogels niet van houden en oppervlaktewater waar vogels op af kunnen komen om te drinken wordt verwijderd. Als dit niet helpt worden technieken ingezet om de vogels weg te jagen zoals de inzet van getrainde roofvogels.